# Tagir Khaibulaev
Tagir Kamaludinovich Khaibulaev (em russo:  Тагир Камалудинович Хайбуллаев; Kizilyurt, 24 de julho de 1984) é um judoca e campeão olímpico russo que conquistou a medalha de ouro na categoria até 100 kg dos Jogos Olímpicos de Londres 2012.